# اوسترنی‌کرک
اوسترنیکرکر (به هلندی: Oosternijkerk) یک منطقهٔ مسکونی در هلند است که در دونگرادیل واقع شده‌است. اوسترنیکرکر ۹۴۴ نفر جمعیت دارد.